# Carmine Verduci
Carmine Verduci (Oppido Mamertina, 12 maggio 1959 – Woodbridge, 24 aprile 2014) è stato un mafioso italiano, boss della 'Ndrangheta calabrese in Canada, fece parte del Crimine canadese.
Verduci, secondo le indagini della polizia, si pensa fosse uno che avesse il compito di tenere i contatti tra il Canada e la Calabria. Il 12 febbraio 2008, le autorità italiane si accorsero che era in Italia in un incontro di 'ndrangheta. Furono intercettate le sue conversazioni telefoniche tra il 2008 ed il 2009, tra cui quelle con Giuseppe Commisso detto U mastru di Siderno.
L'8 marzo 2011 il nome di Verduci era tra quelli dei 51 mandati di arresto della polizia italiana accusati di associazione mafiosa. Inoltre i procuratori diedero i nomi di 40 persone facenti parti della 'ndrangheta in Canada, di cui alcuni con lo stesso compito di Verduci quali collegamento con l'Italia.
L'accusa contro di lui in Italia significava che non sarebbe potuto tornare in Italia senza essere arrestato, ma non c'era possibilità che venisse estradato poiché non esiste in reato di associazione mafiosa in Canada. La polizia sospettava che Verduci stesse contrabbandando fucili AK-47 nella Grande Area di Toronto, oltre ad aver organizzato spedizioni di eroina e cocaina dal Messico.
Verduci è stato ucciso fuori dal bar Regina Sports Café a Woodbridge, Ontario il 24 aprile 2014. Secondo la polizia, perché avrebbe tentato di espandere i suoi interessi a Montréal a discapito dei Rizzuto.